# Hendersonia oleariae
Hendersonia oleariae är en svampart som beskrevs av Petr. 1954. Hendersonia oleariae ingår i släktet Hendersonia och familjen Phaeosphaeriaceae.   Inga underarter finns listade i Catalogue of Life.